# ۲۹ ژانویه
۲۹ ژانویه در تقویم گرگوری، بیست و نهمین روز سال است. ۳۳۶ روز (در سال‌های کبیسه ۳۳۷روز) تا پایان سال باقی است.

## رویدادها
- ۲۷۱ - آغاز سلطنت سومین پادشاه ساسانی «هرمز اول» پس از مرگ پدرش «شاپور اول».
- ۱۸۳۴ - رئیس‌جمهور آمریکا، اندرو جکسون، برای اولین بار دستور استفاده از سربازان فدرال را برای سرکوب شورش سندیکا می‌هد.
- ۱۸۶۱ - کانزاس ۳۴مین ایالت آمریکا می‌شود.
- ۱۸۸۶ - کارل بنز اولین خودرو بنزین‌سوز موفق را ثبت اختراع می‌کند.
- ۱۹۰۷ - چارلز کورتیس از کانزاس اولین بومی آمریکایی می‌شود که توانست عضو مجلس سنای ایالات متحده آمریکا شود.
- ۱۹۱۶ - جنگ جهانی اول: پاریس برای اولین بار توسط زپلین‌های آلمانی بمباران می‌شود.
- ۱۹۴۲ - امضای قرارداد سه جانبهٔ ایران، روسیه و بریتانیا پس از اشغال ایران توسط روس‌ها و انگلیس‌ها.
- ۱۹۴۲ - انعقاد پیمان ریو بین کشورهای پرو و اکوادور در ریودوژانیرو برزیل.
- ۱۹۶۴ محمدرضا شاه پهلوی همراه با رئیس جمهور اتریش بازیهای المپیک زمستانی را می‌گشایند.
- ۱۹۹۶ - ژاک شیراک، رئیس‌جمهور فرانسه، پایان قطعی آزمایش جنگ‌افزار هسته‌ای فرانسه را اعلام می‌کند.
- ۲۰۰۲ - در سخنرانی وضعیت کشور آمریکا، رئیس‌جمهور جرج دبلیو بوش «حامیان تروریسم» را «محور شرارت» خواند. این حامیان عبارت بودند از جمهوری اسلامی ایران، عراق و کره شمالی.

## زادروزها
- ۱۴۹۹ - کاترینا فون بورا (م. ۱۵۵۲)
- ۱۶۸۸ - امانوئل سویدن برگ (م. ۱۷۷۲)
- ۱۷۵۱ - جوزف بردلی ورنوم (م. ۱۸۲۱)
- ۱۷۶۱ - آلبرت گالتین (م. ۱۸۴۹)
- ۱۷۷۳ - فردریک موس (م. ۱۸۳۹)
- ۱۸۱۰ - ارنست ادوارد کومر (م. ۱۸۹۳)
- ۱۸۴۳ - ویلیام مک‌کینلی (م. ۱۹۰۱)
- ۱۸۴۹ - نیوتون سی. بلانچارد (م. ۱۹۲۲)
- ۱۸۶۰ - آنتون چخوف (م. ۱۹۰۴)
- ۱۸۶۲ - فردریک دلیوس (م. ۱۹۳۴)
- ۱۸۶۶ - رومن رولان (م. ۱۹۴۴)
- ۱۸۶۷ - ویسنته بلاسکو ایبانز (م. ۱۹۲۸)
- ۱۸۷۸ - والتر اف. جورج (م. ۱۹۵۷)
- ۱۸۷۷ - استانیسلاو استرومیلین، اقتصاددان شوروی. (م. ۱۹۷۴) [۱]
- ۱۸۸۴ – دوگلاس کادوالادر، گلف‌باز اهل ایالات متحده آمریکا (د. ۱۹۷۱)
- ۱۸۹۲ - ارنست لوبیچ (م. ۱۹۴۷)
- ۱۹۰۴ - لیدیا زامنهوف (م. ۱۹۴۲)
- ۱۹۰۷ - پل جی. فانین (م. ۲۰۰۲)
- ۱۹۱۳ - ویکتور ماتیور (م. ۱۹۹۹)
- ۱۹۲۴ - لوئیجی نونو (م. ۱۹۹۰)
- ۱۹۲۵ - توفیق بهراموف (م. ۱۹۹۳)
- ۱۹۲۶ - عبدالسلام (م. ۱۹۹۶)
- ۱۹۳۲ - تامی تیلور (م. ۱۹۵۸)
- ۱۹۳۵ - ویکتور استنجر
- ۱۹۳۶ - والتر لوین
- ۱۹۴۲ - آرنالدو تامایو مندز
- ۱۹۴۲ - کلودین لانگ
- ۱۹۴۵ - ابراهیم ابوبکر کیتا
- ۱۹۴۵ - تام سلک
- ۱۹۴۷ - لیندا باک
- ۱۹۴۸ - دیویدهای
- ۱۹۴۸ - مامورو موهری
- ۱۹۴۸ - اپرا وینفری
- ۱۹۵۹ - سرگی فسنکو، اس‌آر.
- ۱۹۶۰ - تیگران سارگسیان
- ۱۹۶۰ - جیا کارنگی (م. ۱۹۸۶)
- ۱۹۶۰ - گرگ لوگانیس
- ۱۹۶۱ - پترا تامر
- ۱۹۶۲ - لی تری
- ۱۹۶۳ - اسماعیل هنیه
- ۱۹۶۶ - روماریو
- ۱۹۶۸ - ادوارد برنز
- ۱۹۶۹ - موتوهیرو یاماگوچی
- ۱۹۶۹ - واگنر لوپس
- ۱۹۷۰ - پل رایان
- ۱۹۷۰ - هیتر گراهام
- ۱۹۷۰ - یورگ هوفمن
- ۱۹۷۵ - سارا گیلبرت
- ۱۹۷۷ - جاستین هارتلی
- ۱۹۸۰ - آدریانو دوراتی منصور دا سیلوا
- ۱۹۸۲ - آدام لمبرت
- ۱۹۸۳ - پابلو کامپوس
- ۱۹۸۴ - ناتالی دوتوآ
- ۱۹۸۵ - گلیدستون
- ۱۹۸۵ - مارک گسال
- ۱۹۸۵ - واگنر
- ۱۹۸۶ - ویلیانز دومینگوئز فرناندز
- ۱۹۸۷ - پدرو جونیور
- ۱۹۸۷ - جائو چانگ
- ۱۹۸۸ - آیدین ییلماز
- ۱۹۸۸ - شالوم لوگان
- ۱۹۸۸ - وینیسیوس لوپز
- ۱۹۸۹ - آلکس کوستا دوس سانتوس
- ۱۹۹۰ - دیمیتری کولوپائف

## مرگ‌ها
- ۸۴۴ - گرگوری چهارم (ت. ۷۹۵)
- ۱۶۷۶ - الکسیس روسیه (ت. ۱۶۲۹)
- ۱۸۲۰ - جرج سوم پادشاهی متحده (ت. ۱۷۳۸)
- ۱۸۲۹ - تیموتی پیکرینگ (ت. ۱۷۴۵)
- ۱۸۴۲ - ناتان اف. دیکسون (ت. ۱۷۷۴)
- ۱۸۹۱ - ویلیام ویندوم (ت. ۱۸۲۷)
- ۱۹۰۱ - یولیوس زه یر (ت. ۱۸۴۱)
- ۱۹۱۹ - آرام مانوکیان (ت. ۱۸۷۹)
- ۱۹۱۹ - فرانتز مهرینگ (ت. ۱۸۴۶)
- ۱۹۲۸ - داگلاس هایگ (ت. ۱۸۶۱)
- ۱۹۳۳ - سارا تیزدیل (ت. ۱۸۸۴)
- ۱۹۳۴ - فریتس هابر (ت. ۱۸۶۸)
- ۱۹۴۰ - ندو نادی (ت. ۱۸۹۴)
- ۱۹۴۱ - فرانتس گورتنر (ت. ۱۸۸۱)
- ۱۹۵۰ - احمد جابر الصباح (ت. ۱۹۲۱)
- ۱۹۶۲ - فریتز کرایسلر (ت. ۱۸۷۵)
- ۱۹۶۳ - رابرت فراست (ت. ۱۸۷۴)
- ۱۹۷۱ - کارل پففر ویلدنبروخ (ت. ۱۸۸۸)
- ۱۹۷۶ - آوجوستو برجامینو (ت. ۱۸۹۸)
- ۱۹۷۶ - ویکو هوهتانن (ت. ۱۹۱۹)
- ۱۹۸۷ - گرهارد کلوپفر (ت. ۱۹۰۵)
- ۲۰۰۳ - فرانک ماس (ت. ۱۹۱۱)
- ۲۰۰۳ - احسان عباس  تاریخ‌نگار، پژوهشگر، ناقد و استاد دانشگاه فلسطینی-اردنی.
- ۲۰۰۴ - اوجو فررانت (ت. ۱۹۴۵)
- ۲۰۰۹ – روژه پونته، دوچرخه‌سوار اهل فرانسه (ز. ۱۹۲۰)